# Svobodnej národ
Svobodnej národ (angl. orig. The Wee Free Men) je humoristická fantasy kniha Terryho Pratchetta, 30. ze série Zeměplocha.

## Obsah
Hlavní hrdinkou je devítiletá Tonička Bolavá z Křídy, na svůj věk velmi samostatné a statečné děvče, která se pokouší zabránit královně Elfů (která ovládá sny a unáší do své říše malé děti) proniknout na Zeměplochu. Díky vydatné pomoci malých, ale přesto neuvěřitelně silných a odvážných Nac Mac Fíglů a vzpomínkám na svou babičku, která byla na Křídě zřejmě jedinou čarodějkou, se jí to nakonec podaří a zachrání nejen svůj kraj, ale i svého malého bratříčka.